# Le avventure di Huck Finn (film 1993)
Le avventure di Huck Finn (The Adventures of Huck Finn) è un film del 1993 diretto da Stephen Sommers, ispirato dal romanzo per ragazzi Le avventure di Huckleberry Finn di Mark Twain del 1884; seguito del celebre romanzo Le avventure di Tom Sawyer.

## Trama
Nell’immaginaria cittadina di St. Petersburg di metà Ottocento il giovane Huck Finn, pur essendo stato affidato alla ricca e benevola vedova Douglas, non è contento della vita civile che gli viene imposta: vestirsi bene, lavarsi, essere educato e andare a scuola non fa per lui e preferisce gozzovigliare.
Una notte suo padre, un ubriacone violento, rapisce Huck dalla casa della vedova e lo rinchiude in una stamberga nei boschi, vicino alle rive del Mississippi. Il padre vuole infatti impossessarsi di una cospicua somma che la madre gli ha lasciato prima di morire, ma che il ragazzo potrà riscuotere dalla banca solo al raggiungimento della maggiore età. Dopo una notte in cui il padre cerca addirittura di ucciderlo, Huck riesce a fuggire, inscenando una sua morte per assassinio e a raggiungere la vicina isola di Jackson. Qui incontra Jim, lo schiavo nero di Miss Watson (sorella della vedova Douglas) e grande amico di Huck. Jim gli confessa di esser scappato perché rischiava di essere venduto e mostra a Huck il suo piano. L’intento è quello di raggiungere con una zattera il villaggio di Cairo, dove il fiume Ohio sfocia nel Mississippi; da qui potrà poi risalire il fiume fino agli Stati liberi. Sebbene riluttante ad aiutare uno schiavo fuggiasco, Huck accetta di accompagnare Jim, per sfuggire a suo padre.
Il giorno dopo, travestito da ragazza, Huck si reca al villaggio per cercare di racimolare provviste per il viaggio. In questa occasione scopre che la messa in scena della sua morte è andata buon fine, ma mentre dell’omicidio era stato inizialmente incolpato suo padre, dopo la scoperta della fuga di Jim si ritiene che l’assassino sia invece lo schiavo nero, su cui è anche stata messa una grossa taglia. Huck ritorna allora freneticamente all’isola e i due amici salpano con la zattera, decidendo di viaggiare solo di notte per non farsi vedere. Una notte, durante un temporale si imbattono in un'imbarcazione che sta per affondare; spinti dalla curiosità di Huck, i due vi salgono. Qui Huck assiste a un confronto tra alcuni criminali, da cui riesce a stento a fuggire. Prima che il barcone vada a picco, Jim scopre che tra i furfanti vi era anche il padre di Huck, che è stato ucciso, ma non riesce a dirlo a Huck, temendo di venirne abbandonato.
Ripreso il viaggio, in una notte di nebbia la zattera viene travolta da un battello e i due sono gettati in acqua. Ritrovato sulla riva, Huck viene ospitato dall'aristocratica famiglia Grangerford, dove fa amicizia con Billy, un ragazzino della sua età. Scopre che anche Jim è stato recuperato dai Grangerford, che ne hanno fatto un loro schiavo. Huck è però riluttante ad andarsene, visti gli agi che può avere vivendo lì. Un giorno la sorella maggiore di Billy, Sophia, scappa per sposare un membro della famiglia Shepherdsons, con cui i Grangerford sono impegnati in una faida da 30 anni. Nel conflitto a fuoco che segue tra le due famiglie, Huck vede morire Billy davanti ai suoi occhi. Si ricongiunge allora con Jim, che ha nel frattempo riparato la zattera e decide finalmente di proseguire il viaggio. I due scoprono però di aver superato Cairo in quella notte di nebbia e risalire il fiume in zattera è impossibile. Decidono allora di proseguire verso sud per prendere un battello con cui tornare indietro. Poco dopo sono però costretti a prendere a bordo della loro imbarcazione due imbroglioni che si presentano come il “Duca” e il “Re”. Il Duca e il Re, dopo aver scoperto della taglia su Jim, decidono di non denunciarli alle autorità, costringendoli però in cambio a collaborare con loro.
Giunti in una cittadina dove Huck e Jim potrebbero prendere il battello due giorni dopo, il Duca e il Re decidono di impossessarsi dell'eredità d'un ricco possidente appena morto, Peter Wilks, spacciandosi per i suoi due fratelli inglesi con il loro seguito, che il defunto non vedeva da vent’anni. La truffa sembra riuscire bene. I due imbroglioni, per non destare sospetti, fingono di non essere interessati alla loro parte di eredità e affermano di voler condurre le tre nipoti di Wilks in Inghilterra, ma in realtà vogliono impossessarsi dell’intera somma. Huck però decide di aiutare le sorelle, che l’hanno trattato gentilmente. A complicare le cose, Huck scopre che Jim è stato catturato e si trova in prigione. Riesce a parlare con lui dalla finestra della cella, assicurandogli che lo libererà rubando le chiavi allo sceriffo, ma quando Jim gli confessa di avergli nascosto la morte di suo padre per proprio tornaconto, lo abbandona, deluso. Alla notte Huck si trova costretto a nascondere il denaro dell’eredità dentro la bara di Wilks, che viene poi seppellita il mattino seguente, prima che possa recuperarlo. Huck confessa allora la verità a Mary Jane, una delle sorelle, dicendole di mettersi al sicuro per un po’. Poco dopo giungono al villaggio i veri fratelli di Wilks, che riescono a incastrare gli impostori davanti al pubblico, chiedendo loro quale figura portasse tatuata sul ventre il corpo del fratello defunto. Il Re dà ovviamente una risposta errata, ma per scoprire la verità, gli abitanti decidono di dissotterrare il corpo. Nella confusione Huck riesce a fuggire rubando le chiavi allo sceriffo e decide di liberare comunque Jim. Al cimitero, la bara viene aperta, rivelando il denaro che Huck vi aveva nascosto. Il Duca e il Re vengono quindi condannati e ricoperti di catrame. Huck libera Jim, ma la folla li scorge e li insegue. Huck viene ferito da un colpo di pistola, mentre Jim viene raggiunto e sta per essere impiccato. Solo l’arrivo di Mary Jane, che rivela a tutti come stanno le cose, salva loro la vita.
Huck, guarito, si risveglia in casa delle sorelle Wilks, dove è giunta nel frattempo anche la vedova Douglas. Jim è finalmente un uomo libero, poiché Miss Watson è morta e prima di morire gli ha concesso la libertà. Huck non è però contento dell’idea di venire civilizzato e fugge, verso nuove avventure.

## Produzione
Le avventure di Huck Finn fu giranto interamente a Natchez, nello Stato del Mississippi.

## Colonna sonora
La colonna sonora composta da Bill Conti per Le avventure di Huck Finn uscì su disco nel 1993 per la Varèse Sarabande.
Lista dei brani
1. Main Title 4:43
2. Missy Finn Goes Shoppin' 2:42
3. Next Of Kin 2:01
4. Do The Right Thang 2:48
5. Once A Slave... 3:26
6. We're Still Friends 2:43
7. Billy Gets Killed 2:19
8. The Barge 2:43
9. Huck Springs Jim 3:15
10. All's Well 4:25

## Distribuzione
Il film fu distribuito in patria il 2 aprile 1993.

## Accoglienza

### Incassi
Le avventure di Huck Finn fu un successo al botteghino, debuttando al secondo posto nella relativa classifica, e incassando più di 24 milioni di dollari a fronte di un budget di 6,5 milioni.

### Critica
Il film fu recensito dai critici in modo generalmente positivo, e mantiene attualmente un tasso di "freschezza" del 73% "fresh" sull'aggregatore di recensioni Rotten Tomatoes, sulla base di 15 recensioni. L'acclamato critico Roger Ebert diede al film 3 stelle su 4, scrivendo: "La storia di Huck e Jim è stata raccontata in sei o sette film precedenti, ed ora arrivano Le avventure di Huck Finn, una versione graziosa e avvincente da parte di un giovane regista di nome Stephen Sommers, che non si adagia sul messaggio umanitario del film ma nemmeno lo elimina."